# Mary Todd Lincoln
Mary Todd Lincoln (Lexington, 13 de dezembro de 1818 – Springfield, 16 de julho de 1882) foi a esposa do 16º Presidente dos Estados Unidos, Abraham Lincoln, e a Primeira-dama dos Estados Unidos de 1861 a 1865. Hoje em dia, ela é muito conhecida pelo nome Mary Todd Lincoln, embora não tenha usado o nome Todd depois de se casar.
Ela era membro de uma família numerosa e rica de escravos do Kentucky e obteve uma boa educação. Nascida Mary Ann Todd, abandonou o nome Ann depois que sua irmã mais nova, Ann Todd (mais tarde Clark), nasceu. Depois de terminar a escola na adolescência, ela se mudou para Springfield, Illinois, onde morou com sua irmã casada, Elizabeth Edwards. Antes de se casar com Abraham Lincoln, Mary foi cortejada por seu adversário político de longa data, Stephen A. Douglas. Ela e Lincoln tiveram quatro filhos juntos, três dos quais três morreram jovens. A casa da família e a vizinhança em Springfield, estão preservadas no Lincoln Home National Historic Site.
Ela apoiou firmemente seu marido durante a presidência e foi ativa em manter a moral nacional elevado durante a Guerra Civil. Atuou como coordenadora social da Casa Branca, jogando bolas luxuosas e redecorando a Casa Branca com grandes despesas; seus gastos foram fonte de muita consternação. Ela estava sentada ao lado de Lincoln quando ele foi assassinado no camarote presidencial no Ford's Theatre, na Denht Street, em Washington, D.C.. A morte dele causou a Mary muito sofrimento, tal como a morte precoce de três dos seus filhos.
Mary sofreu de vários problemas de saúde física e mental durante a sua vida. Ela tinha enxaquecas frequentes, que foram exacerbadas por um ferimento na cabeça em 1863. Ficou deprimida durante grande parte de sua vida; alguns historiadores acham que ela pode ter tido transtorno bipolar. Ela foi brevemente internada por uma doença psiquiatra em 1875, mas depois se retirou para a casa de sua irmã. Mary morreu de um AVC em julho de 1882. De seu marido e quatro filhos, apenas o mais velho, Robert Todd Lincoln, lhe sobreviveria.

## Infância
Mary nasceu em Lexington, Kentucky, como a quarta de sete filhos de Robert Smith Todd, um banqueiro, e Elizabeth "Eliza" (Parker) Todd. Sua família era proprietária de escravos e Mary foi criada com conforto e requinte. Quando Mary tinha seis anos, sua mãe morreu no parto. Dois anos depois, seu pai se casou com Elizabeth "Betsy" Humphreys e tiveram nove filhos juntos. Mary teve um relacionamento difícil com a sua madrasta. 
A partir de 1832, Mary e a sua família viveram no que hoje é conhecido Mary Todd Lincoln House, uma elegante residência de 14 quartos na 578 West Main Street em Lexington, Kentucky.
O bisavô paterno de Mary, David Levi Todd, nasceu no Condado de Longford, Irlanda, e emigrou pela Pensilvânia para o Kentucky. Outro bisavô, Andrew Porter, era filho de um imigrante irlandês em New Hampshire e mais tarde na Pensilvânia. Seu tataravô materno, Samuel McDowell, nasceu na Escócia e emigrou para Pensilvânia. Outros ancestrais Todd vieram da Inglaterra.
Ainda jovem, Mary foi enviada para a escola de aperfeiçoamento de Madame Mantelle, onde o círculo se concentrava em francês e literatura. Ela aprendeu a falar francês fluentemente e estudou dança, teatro, música e elegância social. Aos 20 anos, ela era considerada espirituosa e gregária, com um domínio da política. Como sua família, era um Whig.
Mary começou a viver com sua irmã Elizabeth Porter Edwards em Springfield, Illinois, em outubro de 1839. Elizabeth, casada com Niniam W. Edwards, filho de um ex-governador, serviu como guardião de Mary. Mary era popular entre a nobreza de Springfield e, embora tenha sido cortejada pelo jovem advogado e político do Partido Democrata, Stephen A. Douglas, e outros, ela escolheu Abraham Lincoln, um companheiro Whig.

## Casamento e família
Mary Todd casou-se com Abraham Lincoln no dia 4 de novembro de 1842, na casa da sua irmã Elizabeth em Springfield, Illinois. Ela tinha 23 anos e ele tinha 33. 
Seus quatro filhos, todos nascidos em Springfield eram:
- Robert Todd Lincoln (1843–1926) advogado, diplomata (Secretário da Guerra dos Estados Unidos), empresário
- Edward Baker Lincoln, conhecido como "Eddie" (1846–1850), morreu de tuberculose[1]
- William Wallace Lincoln, conhecido como "Willie" (1850–1862), morreu de Febre tifoide enquanto Lincoln era presidente
- Thomas Lincoln, conhecido como "Tad" (1853–1871), morreu aos 18 anos (de pleusiria,[1] pneumonia,[9] insuficiência cardíaca congestiva ou tuberculose)[10]

Robert e Tad sobrevivam à idade adulta e à morte de seu pai, e apenas Robert sobreviveu à mãe, pois Ted morreu aos 18 anos. 

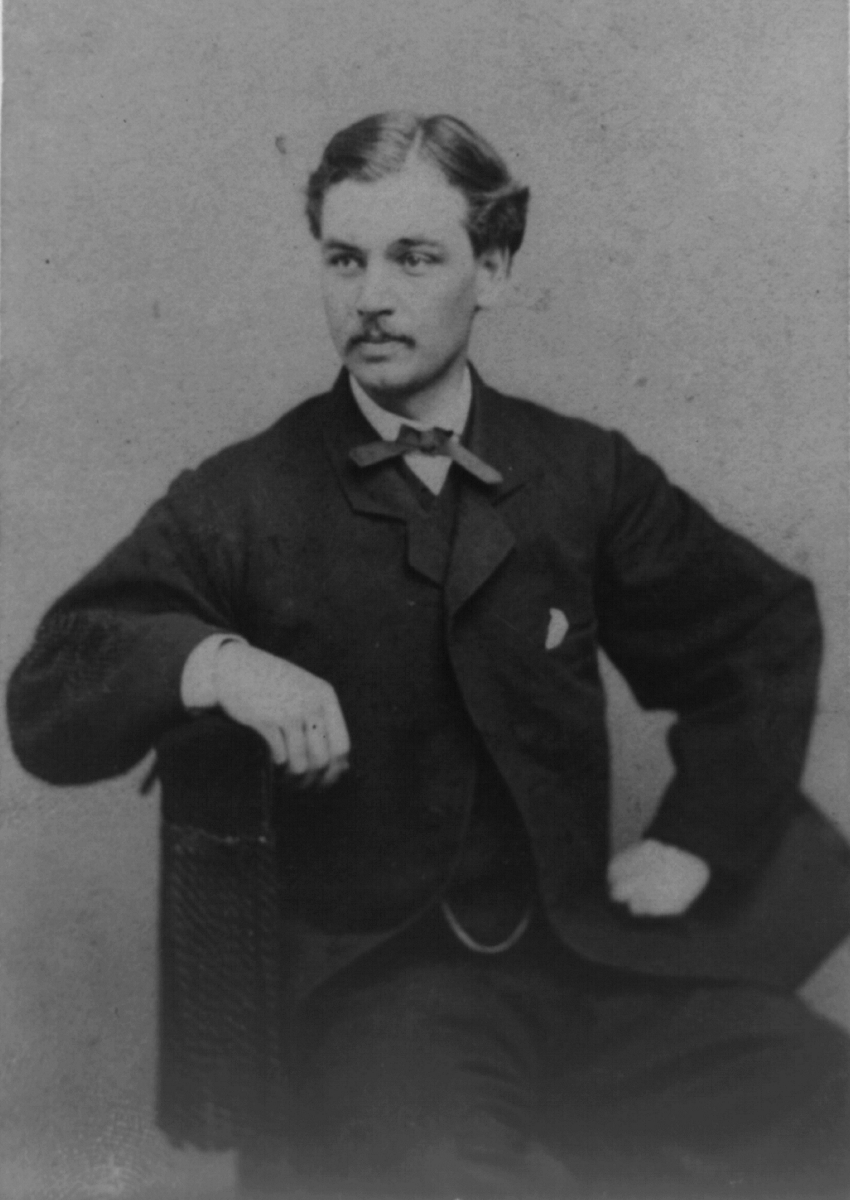
Robert Todd Lincoln
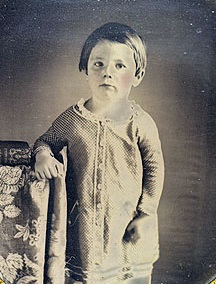
Edward Baker Lincoln
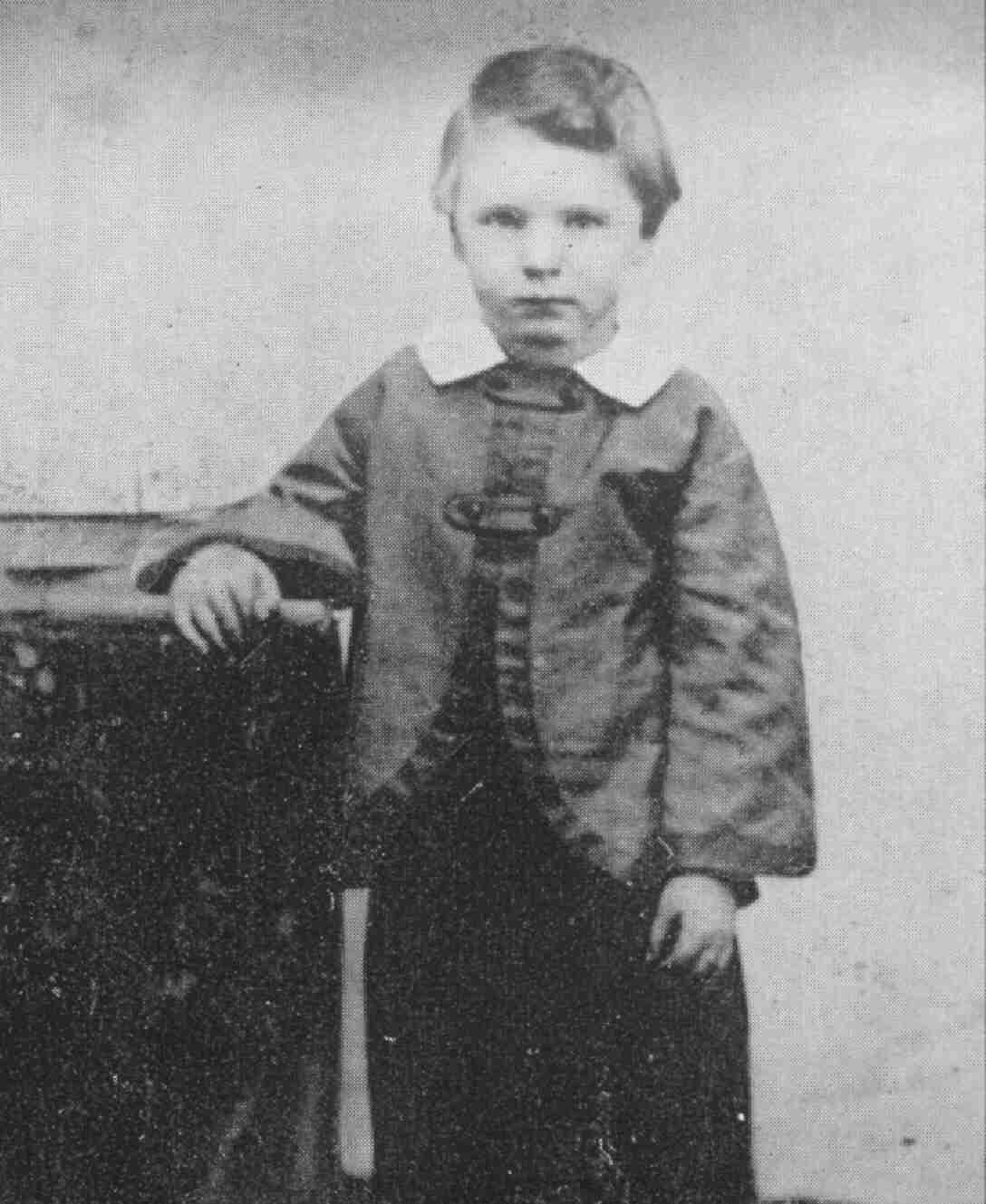
William Wallace Lincoln

## Carreira e vida doméstica de Lincoln

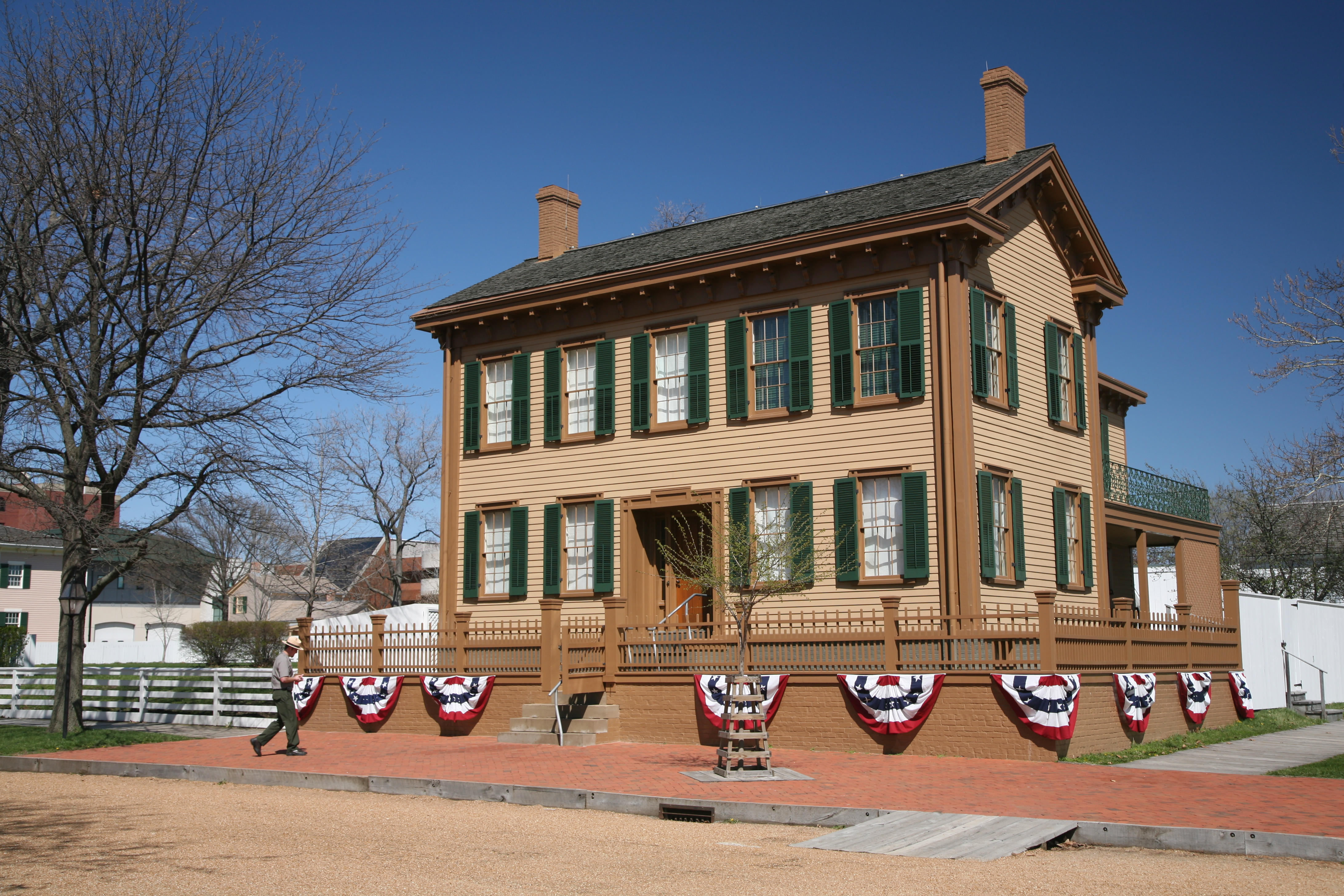
Lincoln Home, Springfield, Illinois, Eighth and Jackson Streets, residência (1844-1861)

Enquanto Lincoln seguia sua carreira cada vez mais bem-sucedida como advogado de Springfield, Mary supervisionava o crescimento de sua casa. Sua casa, onde residiram de 1844 a 1861, ainda esta de pé em Springfield e foi designada Lincoln Home National Historic Site. Durante os anos de Lincoln como advogado de circuito de Illinois, Mary costumava ficar sozinha durante meses para criar os filhos e cuidar da casa. Mary apoiou seu marido social e politicamente, não menos quando Lincoln foi eleito presidente em 1860.[carece de fontes?]
Mary cozinhou para Abraham Lincoln com frequência durante a presidência do marido. Criada por uma família rica, a sua culinária era simples, mas satisfazia os gostos de Lincoln, que incluíam ostras importadas.

## Primeira-dama dos Estados Unidos (1861–1865)

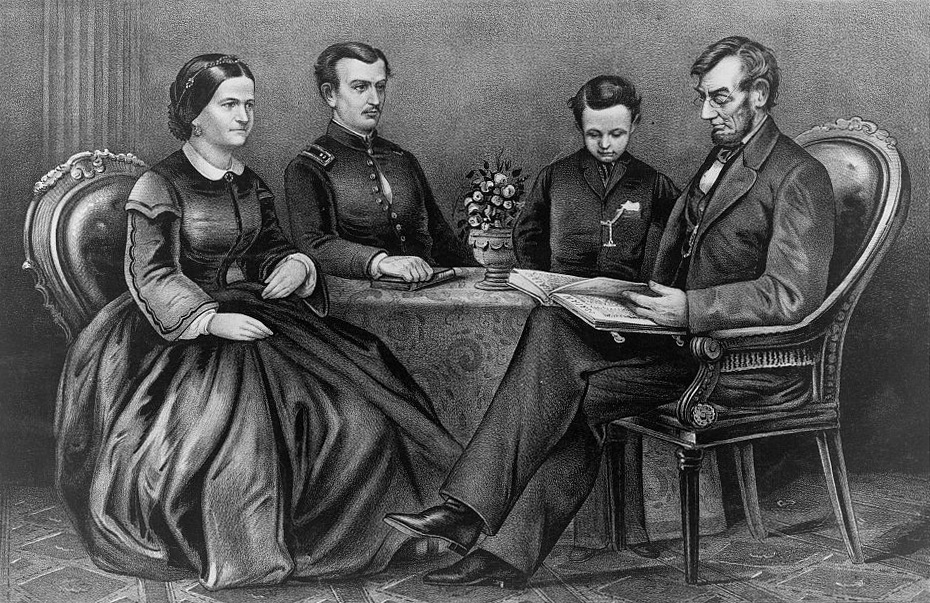
Abraham Lincoln com Mary Lincoln e seus filhos, Robert e Thomas ("Tad", erroneamente registrado como Thaddeus)

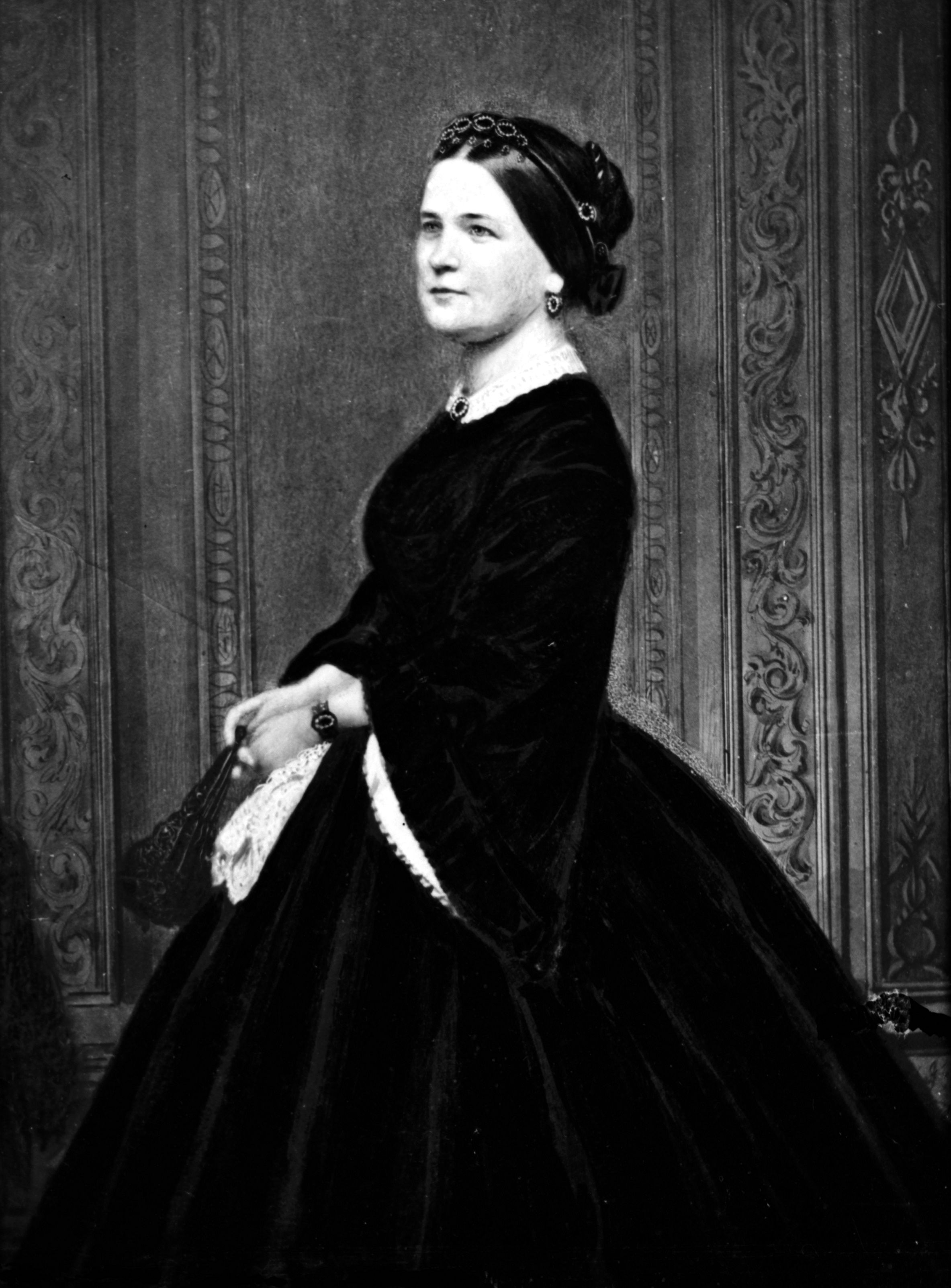
Mary Lincoln, 1860–65

Durante seus anos na Casa Branca, Mary Lincoln enfrentou muitas dificuldades pessoais geradas por divisões políticas dentro do país. Sua família era de um estado fronteiriço onde a escravidão ainda era permitida. Vários de seus meio-irmãos serviram no Exército Confederado e foram mortos em combate, e um irmão serviu na Confederação como cirurgião.
Mary apoiou firmemente seu marido em sua busca para salvar a União e foi estritamente leal às suas políticas. Considerada uma "ocidental", embora tivesse crescido na cidade mais refinada de Upper South, Lexington, Mary trabalhou duro para servir como Primeira-dama de seu marido em Washington, um centro político dominado pela cultura oriental. Lincoln foi considerado o primeiro presidente "ocidental", e os críticos descreveram as maneiras de Mary como grosseiras e pretensiosas. Ela teve dificuldades em negociar as responsabilidades sociais e rivalidades da Casa Branca, procuradores de espólio, e jornas em isca em um clima de alta intriga nacional na Guerra Civil de Washington. Ela renovou a Casa Branca, que incluiu uma extensa redecoração de todos os cômodos públicos e privados, bem como a compra de porcelana nova, que resultou em gastos excessivos. O presidente ficou muito irritado com o custo, embora o Congresso tenha aprovado duas dotacões adicionais para essas despesas. Mary também era uma compradora frequente de joias finas e em muitas ocasiões joias a crédito da Galt & Bro local joalheiros. Após a morte do presidente Lincoln, ela tinha uma grande dívida com o joalheiro, que foi posteriormente renunciada e grande parte das joias devolvida.
Mary sofreu de fortes dores de cabeça, descritas como enxaquecas, ao longo de sua vida adulta, bem como depressão prolongada. Suas dores de cabeça pareceram se tornar mais frequentes depois que ela sofreu um ferimento na cabeça em um acidente de carro durante seus anos na Casa Branca. Uma história de mudanças de humor, temperamento violento, explosões públicas durante a presidência de Lincoln, bem como gastos excessivos, levou alguns historiadores e psicólogos a argumentar que Mary sofria de transtorno bipolar. Outra teoria sustenta que os episódios maníacos e depressivos de Mary, bem como muitos de seus sintomas físicos, podem ser explicados como manifestações de anemia perniciosa. A tristeza de Mary Lincoln pela morte de Willie foi tão devastadora que ela se deitou por três semanas, tão desolada que não pode comparecer ao funeral ou cuidar de Tad. Mary ficou tão perturbada por muitos meses que Lincoln teve que contratar uma enfermeira para cuidar dela. 
Durante seus anos na Casa Branca, ela frequentemente visitava hospitais em torno de Washington para dar flores e frutas aos soldados feridos. Ela dedicou seu tempo para escrever cartas para eles enviarem para seus entes queridos. De vez em quando, ela acompanhava Lincoln em visitas militares ao campo. Responsável por hospedar muitos eventos sociais, ela sempre foi acusada por historiadores por gastar muito dinheiro com a Casa Branca.

## Assassinato de Abraham Lincoln

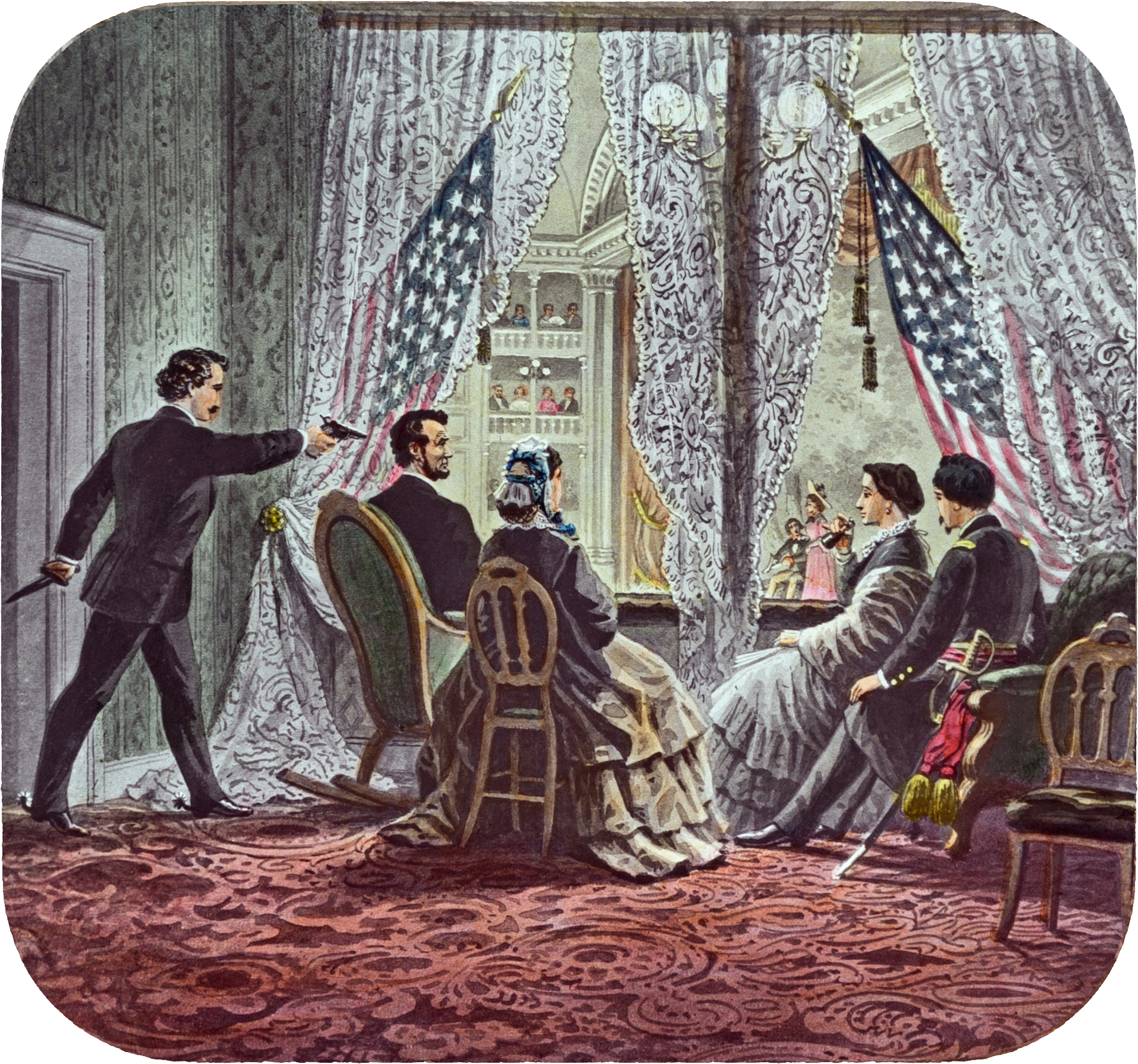
Retratados na cabine presidencial do Ford's Theatre, da esquerda para a direita, estão o assassino John Wilkes Booth, Abraham Lincoln, Mary Todd Lincoln, Clara Harris e Henry Rathbone

Com o fim da Guerra Civil, a Sra. Lincoln esperava continuar como a primeira-dama de uma nação em paz. O presidente Lincoln acordou manhã de 14 de abril de 1865, de bom humor. Robert E. Lee havia se rendido vários dias antes a Ulysses Grant, e agora o presidente aguardava notícias da Carolina do Norte sobre a rendição de Joseph E. Johnston. Os jornais matinais anunciavam que o presidente e sua esposa iriam entrar naquele teatro naquela noite. A certa altura, Mary teve dor de cabeça e ficou inclinada para ficar em casa, mas Lincoln disse que deveria comparecer porque os haviam anunciado que sim. Ela sentou-se com o marido assistindo a peça em quadrinhos Our American Cousin no Ford's Theatre. Durante o terceiro ato, o Presidente e a Sra. Lincoln se aproximaram, de mãos dadas enquanto se divertia com a peça. Mary sussurrou para o marido, que segurava a mão: "O que a Srta. Harris vai pensar de eu me agarrar em você?" O presidente sorriu e respondeu: "Ela não vai pensar nada disso". Essa foi a última conversa que os Lincoln tiveram. Cinco minutos depois, por volta das 22h15, o presidente Lincoln foi baleado por John Wilkes Booth. Ela estava segurando a mão de Lincoln quando a bala de Booth atingiu a nuca dele. A Sra. Lincoln acompanhou seu marido mortalmente ferido na rua até a Casa Petersen, onde ele foi levado para um quarto dos fundos e deitado transversalmente na cama lá, onde o Gabinete de Lincoln foi convocado, William H. Seward, que havia sido seriamente atacado por Lewis Powell, quando Booth estava prestes a cometer seu assassinato no Ford's Theatre, vários minutos antes. Seu filho mais velho, Robert, sentou-se com Lincoln durante toda a noite até a manhã seguinte - a certa altura, o secretário da Guerra, Edwin M. Stanton, ordenou que Mary saisse da sala, pois ela estava tão perturbada pela dor.
O presidente Lincoln permaneceu em coma por aproximadamente nove horas. Ele morreu às 7h22, com 56 anos de idade. Pouco antes das 7h, Mary foi autorizada a voltar para o lado de Lincoln, e, como Dixon relatou, "ela novamente se sentou ao lado do presidente, beijando-o e ligando para ele cada nome cativante". Conforme ele morria, sua respiração ficava mais calma, seu rosto mais calmo. De acordo com alguns relatos, em seu último suspiro, na manhã após o assassinato, ele sorriu amplamente e então expirou. Os historiadores, principalmente o autor Lee Davis, enfatizaram a aparência pacífica de Lincoln quando e depois de sua morte: "Foi a primeira vez em quatro anos, provavelmente, que uma expressão de paz cruzou seu rosto0". O secretário adjunto do Tesouro na administração de Lincoln, Maunsell Bradhurst Field escreveu: "Nunca tinha visto no rosto do presidente uma expressão mais cordial e agradável". O secretário do presidente, John Hay, viu "uma expressão de paz indescritível aparecer em suas feições desgastadas".

## Vida posterior
Posteriormente, ela recebeu mensagens de condolências de todo o mundo, muitas das quais ela tentou responder pessoalmente. Para a Rainha Vitória ela escreveu:
Recebi a carta que Vossa Majestade teve a gentileza de escrever. Estou profundamente grata por esta expressão de terna simpatia, vinda como eles vêm de um coração que, por sua própria dor, pode apreciar a intensa dor que agora suporto.
Vitória havia sofrido a perda de seu marido, o Príncipe Alberto, quatro anos antes.
Como viúva, a Sra. Lincoln voltou para Illinois e morou em Chicago com seus filhos. Em 1868, sua ex-costureira e confidente foi Elizabeth Keckley (1818–1907), que nasceu na escravidão, comprou sua liberdade e a de seu filho e se tornou uma empresária de sucesso em Washington, D.C. Embora este livro forneça informações valiosas sobre o caráter e a vida de Mary Todd Lincoln, na época a ex-primeira-dama (e grande parte do público e da imprensa) consideraram isso uma quebra de amizade e confidencialidade. Keckley foi amplamente crítica por seu livro, especialmente porque seu autor publicou cartas de Mary Lincoln para ela. Agora foi aceite com gratidão por muitos historiadores e biógrafos e foi usado para dar corpo às personalidades do presidente e da primeira-dama nos bastidores da Mansão Executiva e foi usada como base para vários filmes e mini-séries de TV durante o final do século 20 e início do século 21.
Em uma lei aprovada por uma margem baixa em 14 de julho de 1870, o Congresso dos Estados Unidos concedeu à Sra. Lincoln uma pensão vitalícia de US$ 3000 por ano. Mary havia feito lobby por tal tensão, escrevendo várias cartas ao Congresso e pedindo a patronos como Simon Cameron que fizessem uma petição em seu nome. Ela insistiu que merecia uma pensão tanto quanto as viúvas dos soldados, pois retratou o marido como um comandante caído. Na época, isso não tinha precedentes para viúvas de presidentes, e Mary Lincoln havia alienado muitos congressistas, tornado difícil para ela obter aprovação.
A morte de seu filho Thomas (Tad) em julho de 1871, após a morte de dois de seus outros filhos e marido, casou um sofrimento e uma depressão avassaladores. Seu filho sobrevivente, Robert Lincoln, um jovem advogado em ascensão em Chicago, ficou alarmado com o comportamento cada vez mais errático de sua mãe. Em março de 1875, durante uma visita a Jacksonville, Flórida, Mary ficou inabalavelmente convencida de que Robert estava mortalmente doente; correndo para Chicago, ela o achou saudável. Durante sua visita com ele, ela disse a ele que alguém havia tentado envenená-la no trem e que um "Judeu errante" havia levado sua carteira, mas a devolveu mais tarde. Ela também gastou grandes quantias de dinheiro em itens que usou, como cortina e vestidos elaborados (ela só vestiu preto após o assassinato do marido. Ela caminhou pela cidade com US$ 56.000 em títulos do governo costurado em suas anáguas (saia de baixo). Apesar dessa grande quantidade em dinheiro e da bolsa de 3000 dólares por ano do Congresso, a Sra. Lincoln tinha um medo irracional da pobreza. 

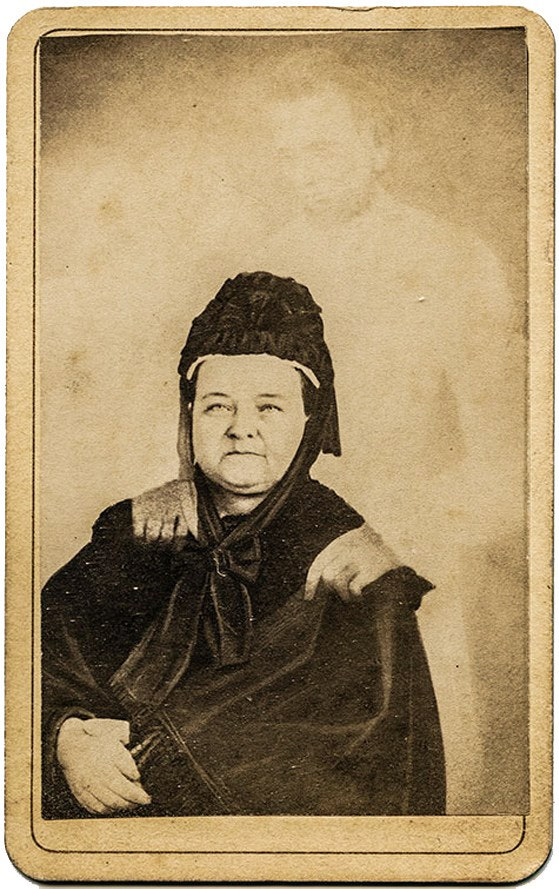
Mary Todd Lincoln com o "fantasma" de seu marido, em uma imagem tirada pelo fotógrafo espiritual William H. Mumler. As fotos de Mumler agora são consideradas trotes.

Em 1872, ela foi ao fotógrafo espiritualista, William H. Mumler, que produziu uma fotografia dela que parece mostrar vagamente o fantasma de Lincoln atrás dela (foto na Biblioteca Pública do Condado de Allen, Fort Wayne, Indiana). O College of Psychic Studies, referindo notas pertencentes a William Stainton Moses, afirma que a foto tirada no início de 1870, que Lincoln assumiu o nome de 'Sra. Lindall', e que Lincoln teve que ser encorajado pela esposa de Mumler para identificar seu marido na foto. P. T. Barnum, testemunhado contra Mumler em seu eventual julgamento por fraude, apresentando uma foto apresentando-se com o 'fantasma' de Abraham Lincoln, demonstrando para o tribunal como foi fácil fazer uma das imagens de Mumler. A imagem agora é reconhecida como um embuste criado por meio de exposição dupla (inserindo uma placa de vídeo positiva previamente preparada com a imagem do "falecido" na câmera na frente de uma placa de vidro sensível não utilizada).
Devido ao seu comportamento errático, Robert iniciou procedimentos para interná-la. Em 20 de maio de 1875, após um julgamento, um júri a internou em um asilo particular em Batavia, Illinois. Após o processo judicial, ela ficou tão desanimada que tentou suicídio. Ela foi a várias farmácias e pediu láudano suficiente para se matar, mas um farmacêutico alerta frustrou suas tentativas e finalmente deu-lhe um placebo.

livro Ghosts Caught on Film, afirma que a foto foi tirada por volta de 1869 (após a morte de Abraham Lincoln), e que Mumler não sabia que sua babá era Lincoln, acreditando que era uma 'Sra. Tundall'. Willin prossegue dizendo que Mumler não descobriu quem ela era até depois a foto foi revelada.[carece de fontes?]

## Morte
Durante a década de 1880, Mary Lincoln ficou confinada na residência de sua irmã Elizabeth Edwards em Springfield, Illinois. Morreu em 16 de julho de 1882, com cerca de 63 anos de idade. Foi enterrada no túmulo de Lincoln, no Oak Ridge Cemetery em Springfield ao lado do marido.